# Нур-Норге
Нур-Но́рге, Се́верная Норве́гия (букмол Nord-Norge, нюнорск Nord-Noreg) — один из пяти регионов Норвегии, расположенный в северной части страны. Включает в себя 3 фюльке: Нурланн, Тромс и Финнмарк. Население — 480 740 человек (1 января 2015). Площадь — 112 975 км². Весь регион усеян тысячами озёр, а береговая линия изрезана многочисленными фьордами. К побережью примыкают сотни островов, главные из которых — Вестеролен и Лофотенские острова. Основные города и порты — Будё, Нарвик, Тромсё, Хаммерфест, Харстад, Вардё и Киркенес.

## Галерея
- Северное сияние видно из Салангена.
- Несна
- Средневековая церковь Альстахауг